# Monster Strike
Monster Strike (en japonés: モンスターストライク Monsutā Sutoraiku) es un videojuego de física con elementos de juegos de rol, juegos de estrategia y multijugador cooperativo. Es desarrollado por Mixi para las plataformas iOS y Android. El juego fue cocreado por Yoshiki Okamoto. En Japón, su nombre es a menudo acortado a "Monst" (en japonés: モンスト Monsuto). Al 30 de junio de 2015, el juego tiene ingresos diarios de $ 4,2 millones. Un juego de rol más tradicional de Monster Strike lanzado para la Nintendo 3DS en diciembre de 2015.
Ha sido condecorado con el "Premio de Excelencia" (compartido con otros 14 títulos), otorgado por la revista Famitsū de la distribuidora Enterbrain a aquellos videojuegos lanzados en Japón entre el 1 de enero y el 31 de diciembre de 2015.